# Pyrgocorypha
Pyrgocorypha is een geslacht van rechtvleugeligen uit de familie sabelsprinkhanen (Tettigoniidae). De wetenschappelijke naam van dit geslacht is voor het eerst geldig gepubliceerd in 1873 door Stål.

## Soorten
Het geslacht Pyrgocorypha omvat de volgende soorten:
- Pyrgocorypha annulatus Karny, 1907
- Pyrgocorypha formosana Matsumura & Shiraki, 1908
- Pyrgocorypha gracilis Liu, 1997
- Pyrgocorypha hamata Scudder, 1878
- Pyrgocorypha mutica Karny, 1907
- Pyrgocorypha nigridens Burmeister, 1838
- Pyrgocorypha parva Liu, 2012
- Pyrgocorypha philippina Hebard, 1922
- Pyrgocorypha planispina Haan, 1842
- Pyrgocorypha rogersi Saussure & Pictet, 1898
- Pyrgocorypha sallei Saussure, 1859
- Pyrgocorypha shirakii Karny, 1907
- Pyrgocorypha sikkimensis Karny, 1907
- Pyrgocorypha subulata Thunberg, 1815
- Pyrgocorypha uncinata Harris, 1841
- Pyrgocorypha velutina Redtenbacher, 1891